# 王元賓
王元賓（1539年—？），字國賢，號對峰，山東兖州府滕縣人，軍籍，明朝政治人物。

## 生平
參加嘉靖四十三年（1564年）甲子科山東鄉試並考中第五十八名舉人。嘉靖四十四年（1565年）考中乙丑科會試第三百二十一名，三甲第一百二十九名進士。出任都察院观政，本年八月出任蠡县知县，隆慶二年（1568年）六月出任大理寺评事，三年二月出任寺副，四年五月出任寺正，十二月出任广西道御史，六年七月出任承天知府，後來丁忧。万历六年（1578年）六月出任凤翔府知府，十年五月因為驾乘驿马速度過快而降職為大同府推官。

## 家族
曾祖王峻；祖父王美；父王天敘（1499年-1573年），字文秩，號朴菴；母程氏。哥哥是王嘉宾（参政）、弟弟是王利宾（举人）。